# Cavagnolo
Cavagnolo (piemontesisch Cavagneul) ist eine norditalienische Gemeinde (comune) in der Metropolitanstadt Turin (TO) in der Region Piemont.

## Lage und Einwohner
Cavagnolo liegt 40 km östlich von Turin und hat 2315 Einwohner (Stand: 31. Dezember 2023). Die Gemeinde liegt in der Po-Ebene, südlich des Flusses Po und grenzt an die Provinz Asti. Das Gemeindegebiet umfasst eine Fläche von 12,33 km² und liegt auf einer Höhe von 155 Metern über dem Meer. Die Ortsteile (frazioni) sind Bricchetto, Casa Are, Casa Mosso, Casa Ostino, Casa Porta, Montechiaro, Piana, Pomaretto, Praie, Punto Verde, Scallaro, Valentino, Valminore und Villa. 
Die Nachbargemeinden sind Brusasco, Monteu da Po, Lauriano, Moransengo und Tonengo. 

### Verkehr
Die Gemeinde verfügte mit der Stazione di Cavagnolo-Brusasco einen Bahnhof an der Bahnstrecke Chivasso–Asti. Der Bahnhof war fast 100 Jahre, von 1912 bis zur Stilllegung der Strecke 2011, in Betrieb.
Zwischen 1883 und 1949 beherbergte die Gemeinde eine Haltestelle der Straßenbahn Turin-Chivasso/Brusasco.

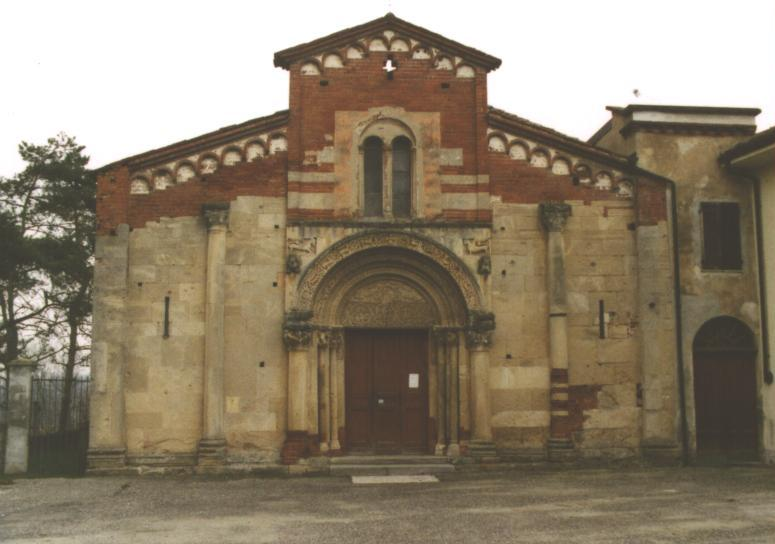
Romanische Klosterkirche Santa Fede von Cavagnolo

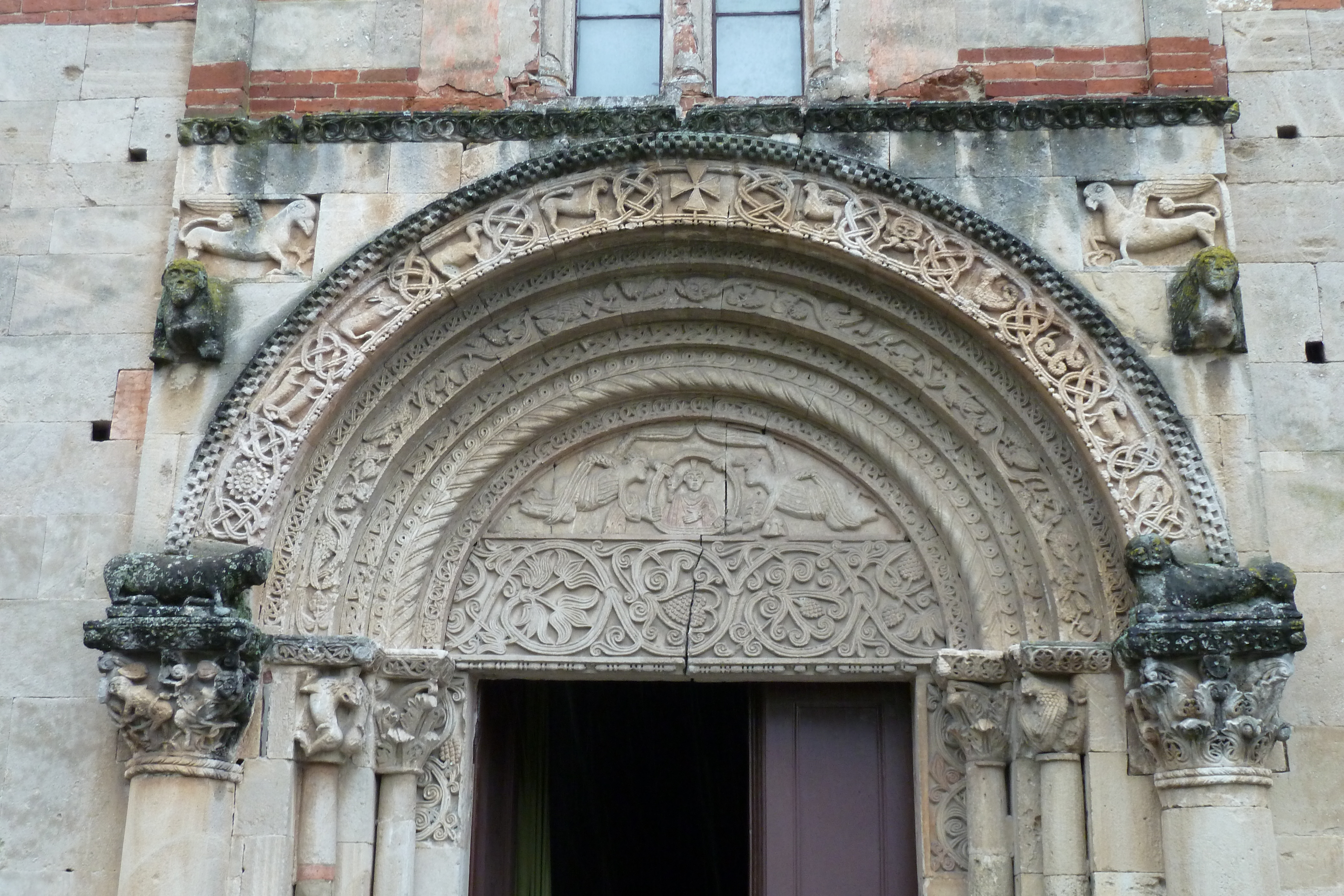
Portal von Santa Fede Cavagnolo